# Električna jegulja
Električna jegulja
(znanstveno ime Electrophorus electricus) je olivnorjava riba, ki zraste do dveh metrov v dolžino. Ima masivno telo, ki tehta tudi do 45 kilogramov in široko topo glavo. Organi, ki proizvajajo elektriko, ležijo v njenem dolgem repu, ki meri več kot tri četrtine celotne telesne dolžine. Lahko ustvari električni sunek, ki bi omamil celo konja.

## Način življenja
Električna jegulja največ časa preživi v skoraj popolnoma mirujočem stanju med rastlinjem na dnu rek in v globokih temnih potokih. Plava tako, da počasi premika zadnjo plavut, ki se začne takoj za prsno plavutjo in se razteza po celem telesu. Vidljivost je v motnih vodah zelo slaba, nakar se je električna jegulja dobro prilagodila. Namesto svojih malih oči, ki jih praktično skoraj ne uporablja, dobiva informacije o okolici preko svojih električnih organov.

## Električni organi
Organi za proizvajanje elektrike ležijo v repu električne jegulje. Sestavljeni so iz majhnih steberc, kot koža tankih električnih ploščic, ki jih ima približno 10000 kosov in vsak izmed teh proizvaja majhno napetost. Ko se aktivirajo, ustvarijo kratke sunke ali električne impulze. Pri nizki napetosti imajo električni valovi funkcijo radarja. Pri višjih pa vlogo ohromitve plena.

## Način prehranjevanja
Ko so jegulje mlade jejo nevretenčarje, ki živijo na dnu rek in potokov, ko pa jegulje zrastejo, se pa začnejo hraniti z ribami. Svoj plen zazna z električnimi senzorji, ki sprejemajo slabotne električne sunke, ki jih druge ribe oddajo s krčenjem mišic pri dihanju. Ko jegulja začuti, da mimo plava riba, poviša napetost električnega sunka, da omrtviči svoj plen. Ker ima jegulja samo eno vrsto majhnih zob verjetno svoj plen zaužije v celoti.

## Razmnoževanje
O razmnoževanju jegulj je znano zelo malo. Vidnih razlik med spoloma ni mogoče ugotoviti. Sklepamo lahko, da podobno kot druge električne ribe, uporabljajo jegulje električne organe, da lahko izmenjajo podatke o svojem spolu, starosti in pripravljenosti za parjenje. Vemo da električna jegulja naenkrat izgine iz svojega običajnega okolja. V tem času se drsti in se čez čas vrne z deset centimetrov dolgimi mladiči. Predvidevamo da ležejo ikre, kar pa ni dokazano.

## Življenjski prostor
Električna jegulja živi v rekah in potokih Južne Amerike. Najdemo jo v rekah Gvajane, v rečnem področju Orinoco in v Amazonki.

## Zanimivosti
- Električna jegulja ima pozitivni in negativni električni pol. Pozitivni je glava, negativni je pa rep.
- Električne jegulje so uporabljali v medicini za zdravljene revmatizma.
- Električna jegulja je odvisna od zraka, zato se mora redno dvigovati na površino, da ga zajame. Če ji to preprečimo, jegulja pogine.